# Heteronebo oviedo
Espèce
Synonymes
- Cazierius oviedo Armas, 1999

Heteronebo oviedo est une espèce de scorpions de la famille des Diplocentridae.

## Distribution
Cette espèce est endémique de la province de Pedernales en République dominicaine. Elle se rencontre vers Oviedo.

## Systématique et taxinomie
Cette espèce a été décrite sous le protonyme Cazierius oviedo par Armas en 1999. Elle est placée dans le genre Heteronebo par Teruel en 2005.

## Étymologie
Son nom d'espèce lui a été donné en référence au lieu de sa découverte, Oviedo.

## Publication originale
- Armas, 1999 : Quince nuevos alacranes de La Española y Navassa, Antillas Mayores (Arachnida: Scorpiones). Avicennia, no 10/11, p. 101-136.